# 97 minutes
 (juin 2023).
Si vous disposez d'ouvrages ou d'articles de référence ou si vous connaissez des sites web de qualité traitant du thème abordé ici, merci de compléter l'article en donnant les références utiles à sa vérifiabilité et en les liant à la section « Notes et références ».
Pour plus de détails, voir Fiche technique et Distribution.
97 minutes est un film américano-canado-britannique réalisé par Timo Vuorensola et sorti en 2023.

## Synopsis
Un avion est détourné par des terroristes. Il ne lui reste suffisamment de kérosène que pour tenir 97 minutes dans les airs.

## Fiche technique
- Titre original : Hijacked: 97 Minutes to live
- Réalisation :  Timo Vuorensola
- Scénario : Pavan Grover
- Musique : ?
- Décors : ?
- Costumes : ?
- Photographie : ?
- Montage : ?
- Production : Pavan Grover, Jake Seal, Jamie R. Thompson[1]
- Production déléguée : ?
- Sociétés de production : Buffalo 8 Productions, Lighthouse Pictures, Media Finance Capital, Black Lab, Origo Financial Services, Black Hangar Studios, Orwo Studios, BondIt Media Capital[1]
- Société de distribution : ?
- Budget : ?
- Pays d’origine :  Canada,  États-Unis,  Royaume-Uni
- Langues originales : anglais
- Format : ?
- Genre : action
- Durée : ?
- Dates de sortie : 2023
- Classification : ?

## Distribution
- Alec Baldwin : Hawkins
- Jonathan Rhys Meyers : Alex
- MyAnna Buring : Kim
- Jo Martin : Toyin
- Michael Sirow : Asghar
- Pavan Grover : Anan
- Anjul Nigam : Hitar
- Jake Hayes : Samuel
- Davor Tomic : Marko
- Slavko Sobin : Orca

## Accueil
Globalement, la moyenne des sept critiques sur RottenTomatoes est mitigée, deux d'entre eux se réjouissant que le film ne dure que 93 minutes au lieu des 97 minutes théoriques. Les avis du public sont plus favorables, avec un score de 84 %. 